# Aleksander Żurakowski
Aleksander Żurakowski herbu Sas – pisarz halicki w latach 1713-1719, skarbnik halicki w latach 1696-1706, chorąży trembowelski w latach 1706-1713, rotmistrz wojska powiatowego ziemi lwowskiej w 1703 roku.
Sędzia kapturowy ziemi halickiej w 1696 roku.